# Na Troníčku
Na Troníčku je bývalá usedlost v Praze 5-Jinonicích v osadě Nová Ves v ulici Prokopské údolí. Název Na troníčku nese také studánka před usedlostí u Prokopského potoka.

## Historie
Barokní hospodářská usedlost stála původně na samotě. Roku 1617 ji koupil Jan Poláček od dědiců po Ambroži Brožíkovi. Za třicetileté války byla poničena a jako pustá zůstala do roku 1665. V jejích obnovených budovách později vznikla hájovna.